# Joel James Davison
Joel James Davison (* 2001, eigentlich Joel James Moffett) ist ein britischer Theater- und Filmschauspieler.

## Leben
Davison ist der Sohn des Schauspielers Peter Davison und der Schauspielerin Elizabeth Heery. Sein Bruder ist der Schauspieler Louis Davison, seine Halbschwester die Schauspielerin Georgia Moffett. Mit 13 Jahren begann er mit dem Theaterschauspiel beim The Orange Tree Youth Theatre. Es folgten Engagements auf den Bühnen vom The National Theatre und The NT Dorfman Theatre.
Seine erste Filmrolle hatte er 2011 in dem Kurzfilm Beached, dessen Drehbuch seine Mutter schrieb. Der Film wurde 2012 auf dem Southend Film Festival als bester Kurzfilm ausgezeichnet und wurde in der gleichen Kategorie für den British Independent Film Award nominiert. 2016 hatte er eine Rolle im Fernsehfilm The Five(ish) Doctors Reboot. 2019 hatte er eine Besetzung in dem Kurzfilm Let’s Roll der unter anderen auf dem Edinburgh International Film Festival aufgeführt wurde.

## Filmografie
- 2011: Beached (Kurzfilm)
- 2013: The Five(ish) Doctors Reboot (Fernsehfilm)
- 2019: Let’s Roll (Kurzfilm)